# Klimaatfictie

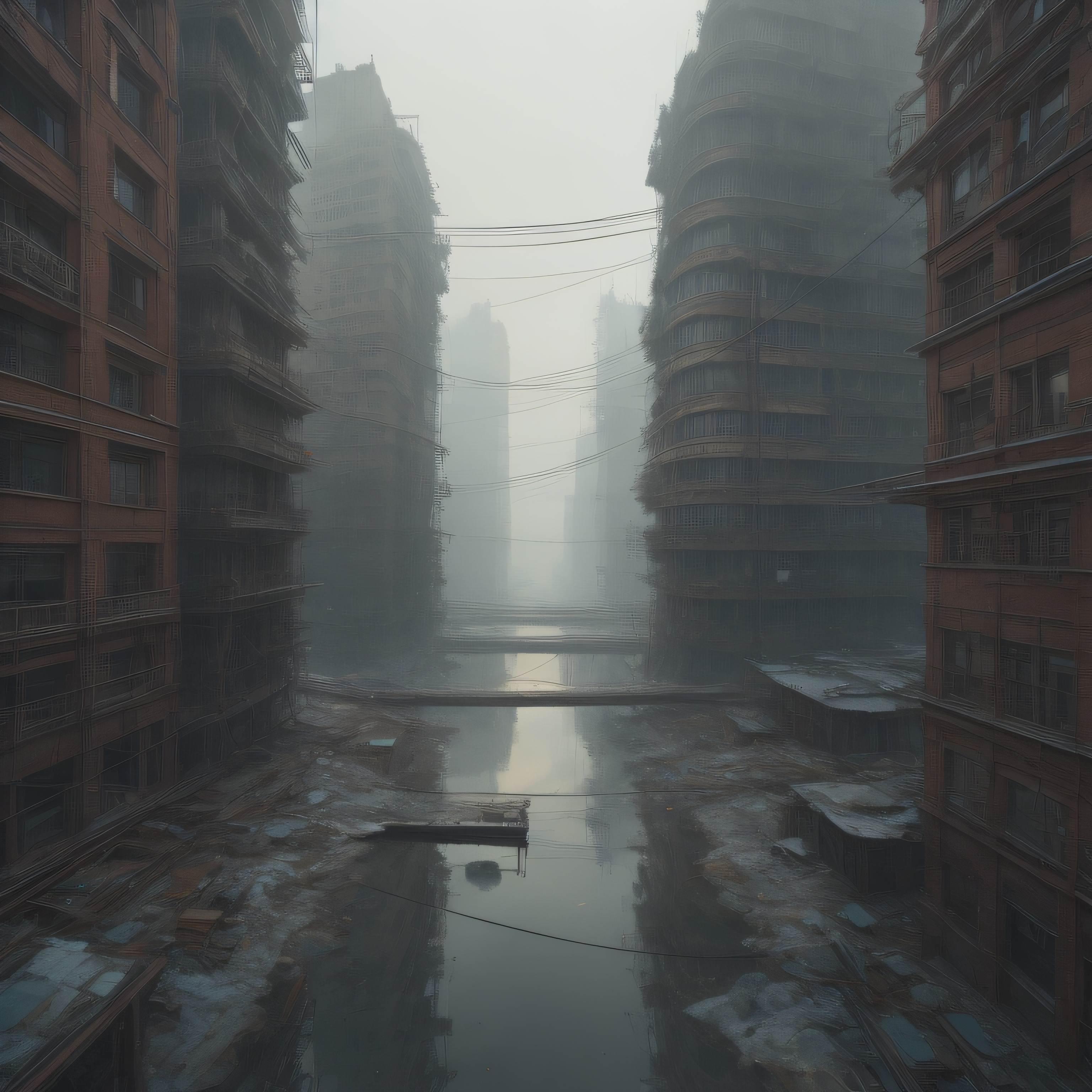
Ondergelopen stad

Klimaatfictie (Engels: climate fiction, afgekort cli-fi) is een opkomend genre in de literatuur.
Het genre heeft als voornaamste thema de klimaatverandering en de mogelijke gevolgen ervan in of op de samenleving.
Klimaatfictie is een op klimatologie gebaseerde, meestal speculatieve fictie, die soms overlapt met sciencefiction, steampunk, apocalyptische en postapocalyptische fictie.

## Terminologie
De term klimaatfictie, een anglicisme, is afkomstig uit de Engelse literatuur en gebaseerd op de term sciencefiction. De term climate fiction zou in 2007 voor het eerst zijn gebruikt door Dan Bloom, een Taiwanese blogger en journalist, toen hij zijn novelle Polar City Red, over klimaatvluchtelingen uit Alaska, aldus omschreef.
In de literatuurwetenschap bestaat geen eenduidige definitie en heerst onduidelijkheid over wat wel en niet klimaatfictie is. De term wordt soms ook gebruikt voor stripverhalen, films en televisieseries over de klimaatverandering; zoals voor de film The Day after Tomorrow.

## Geschiedenis
Klimaat en ecologie bestaan al langer als thema in sciencefiction. In Jules Vernes Een schot in de lucht uit 1889 verandert het klimaat ten gevolge van een kanteling van de aardas. Laurence Mannings The Man Who Awoke uit 1933 werd ecologische sciencefiction genoemd. Het verhaal gaat over een man die uit een schijndood ontwaakt in een wereld vernietigd door ontbossing, overconsumptie en misbruik van fossiele brandstoffen. Ook John Steinbecks roman over de Dust Bowl uit 1939, De druiven der gramschap, wordt wel eens tot de voorlopers van het genre gerekend.
J.G. Ballard schreef in de jaren 1960 verscheidene dystopische romans met het klimaat als rode draad: The Wind from Nowhere, The Drowned World en The Burning World (later hernoemd tot The Drought). Frank Herberts tweedelige roman Duin uit 1965 wordt soms ook vernoemd als voorloper van het genre. Het verschil tussen sciencefiction en klimaatfictie werd door schrijver Nathaniel Rich omschreven als het verschil tussen dystopieën over de toekomst en het heden. Die laatste deden hun intrede toen men zich rond de eeuwwisseling wereldwijd van de gevolgen van de opwarming van de aarde begon bewuster te worden.
Octavia E. Butlers Parable of the Sower en Parable of the Talents uit de jaren 1990 worden tot de klimaatfictie gerekend. Susan M. Gaines bracht in 2001 Carbon Dreams uit en Margaret Atwood schreef begin de 21e eeuw een klimaattrilogie met Oryx and Crake (2003), The Year of the Flood (2008) en MaddAdam (2013). In het werk van SF-schrijver Kim Stanley Robinson speelt ecologie meestal een grote rol. Hoewel eind jaren 2010 nog verscheidene stukken en boeken verschenen waarin werd aangeklaagd dat in de literatuur te weinig interesse bestond voor de klimaatverandering, verschenen in dat decennium almaar meer romans met het klimaat als thema.
In 2004 verscheen Michael Crichtons klimaatsceptische State of Fear en in 2006 Cormac McCarthys in 2009 verfilmde The Road. Jeanette Winterson publiceerde in 2007 The Stone Gods over de inwoners van Orbus die naar een andere planeet vluchten nadat ze de hunne hadden vernietigd. In 2008 verscheen Clive Cusslers Arctic Drift. Het in 2010 verschenen Solar van Ian McEwan is een satire over een fysicus die een methode ontdekt om energie te produceren door middel van kunstmatige fotosynthese. Nathaniel Richs Odds Against Tomorrow verscheen in 2013.
In het Verenigd Koninkrijk werd in 2024 een literatuurprijs voor klimaatfictie in het leven geroepen.

## Nederlands taalgebied
Door de ligging van de Lage Landen spelen klimatologische omstandigheden en dan met name de waterhuishouding al langer als thema in de literatuur, zoals in Jan Terlouws jeugdboek Oosterschelde; Windkracht 10 uit 1976. Recentere voorbeelden zijn Gijs IJlanders Geen zee maar water (2008), Roderik Six' Vloed (2012), Renate Dorresteins Weerwater (2015), Terlouws Kop uit ’t zand (2016), Chris Polanens Waterjager (2018), Marjan Brouwers' Leegland (2020), Adriaan van Dis' KliFi (2021), Eva Meijers Zee Nu (2022) en Erik Rozings Staat van Ontkenning (2022).
Meer specifiek over de klimaatverandering verscheen in 2015 Isabel Hovings De een na laatste dood van het meisje Capone, in 2016 Terlouws Het hebzuchtgas,  in 2017 Jan-Willem Ankers Vichy en Lieke Marsmans Het tegenovergestelde van een mens. Als voorloper kent ons taalgebied de jeugdroman Torenhoog en mijlenbreed (1969) van Tonke Dragt, over de aardbewoners die naar Venus vluchten nadat ze de volledige aarde ontbost hadden. Peter Verhelsts Tongkat (2007) wordt soms ook als klimaatfictie omschreven.